# Budíkov
Budíkov é uma comuna checa localizada na região de Vysočina, distrito de Pelhřimov.